# 28196 Szeged
28196 Szeged è un asteroide della fascia principale. Scoperto nel 1998, presenta un'orbita caratterizzata da un semiasse maggiore pari a 2,3498291 UA e da un'eccentricità di 0,0525679, inclinata di 6,98462° rispetto all'eclittica.